# チナンデガ県
チナンデガ県（チナンデガけん、Chinandega (スペイン語発音: [tʃinanˈdeɣa])）は、ニカラグア北西部の県である。南東部にレオン県、北東部にエステリ県、マドリス県、北部に隣国ホンジュラスと接している。西部に太平洋と面し、北西部にはニカラグア、ホンジュラス、エルサルバドルと3ヶ国が関係するフォンセカ湾がある。中央にニカラグア低地が広がり、湿地帯もある。面積4,822km2、人口437,888人（2019年）、県都はチナンデガである。

## 隣接する県
- チョルテカ県
- マドリス県
- エステリ県
- レオン県

## 交通
国内最大の港が太平洋岸のコリントにあり、この町からグラナダまで鉄道が走っていたが、1993年にはプエルト・モラサン～マナグアを除いてすべて廃止された。